# Kayseri Basketbol
Kayseri Basketbol SK, momenteel met sponsor Bellona ook gekend als Bellona Kayseri Basketbol, eerder ook gekend als Bellona AGÜ Basketbol Kulübü, en Abdullah Gül Üniversitesi Basketbol Kulübü is een Turkse damesbasketbalclub van sportvereniging Abdullah Gül Üniversitesi SK en is gelegen in de stad Kayseri. 
De club speelt haar thuiswedstrijden in het Kadir Has Spor Salonu, dat een totale capaciteit heeft van 7.500 zitplaatsen. Het speelt al sinds 2006 in de hoogste divisie van het land. De club werd in 1986 opgericht onder de naam Kayseri Kaski, maar dit werd dan uiteindelijk in 2014 naar de huidige naam veranderd. In 2018 kwam sponsor Bellona het team versterken. AGÜ wist onder de naam Kayseri Kaski tweemaal finalist te worden van het EuroCup Women, maar slaagde er niet in om de beker binnen te slepen.